# Pornorama
Pour plus de détails, voir Fiche technique et Distribution.
Pornorama est un film allemand réalisé par Marc Rothemund, sorti en 2007.

## Synopsis
Début des années 1970, pendant la révolution sexuelle. L'imprudent Freddie Köpke a des soucis pour faire un film érotique et ainsi décrocher un succès. Il a déjà mis en place une équipe de tournage complète d'amateurs amicaux et a également obtenu le financement, mais a toujours besoin d'un réalisateur.
Peu de temps avant, Bennie a rencontré l'activiste Luzi et est tombé amoureux d'elle, mais elle ne sait pas qu'il est de la police. Avec elle, il cherche un conseiller matrimonial et les deux racontent une fausse histoire, après quoi Bennie a l'idée d'un scénario. Après que le tournage, l'équipement, les décors et les costumes ont été achetés, le tournage devrait commencer. Cependant, il y a des problèmes parce que l'actrice principale engagée par le producteur et propriétaire d'une pizzeria Césare ne parle pas allemand et ne veut pas faire de scènes de nu. Mais l'équipe du film peut résoudre tous les problèmes avec des idées folles et enfin terminer le film.
Le jour de la première, il y a une longue queue devant le cinéma où le film doit être projeté. L'équipe de tournage est satisfaite de la foule, mais elle voit que la queue va à la projection d'un film concurrent et que personne ne veut voir son film. En outre, la police a imposé une interdiction de manifestation, Bennie a un sentiment de trahison envers Luzi en tant que policier. Elle le quitte alors et le rejette alors qu'il grimpe à sa fenêtre la nuit pour la récupérer. À cause d'elle, il nie l'assermentation en tant que policier le lendemain et abandonne son travail.
Malgré l'échec de la première, le film est sélectionné au Festival international du film de Hof et est récompensé. Même Luzi revient vers Bennie, ils veulent tourner beaucoup plus de films.

## Fiche technique
- Titre : Pornorama
- Réalisation : Marc Rothemund
- Scénario : Stephan Puchner
- Musique : Mousse T.
- Direction artistique : Bernd Lepel
- Costumes : Natascha Curtius-Noss
- Photographie : Martin Langer
- Son : Magda Habernickel, Jörg Elsner
- Montage : Hans Funck
- Production : Bernd Eichinger
- Société de production : Constantin Film, Erfttal Film, Sommer 69 Film
- Société de distribution : Constantin Film
- Pays d'origine :  Allemagne
- Langue originale : allemand
- Format : couleur - 1,85:1 - 35 mm - Dolby
- Genre : comédie
- Durée : 94 minutes
- Dates de sortie :
  - Allemagne : 11 octobre 2007
  - Autriche : 12 octobre 2007

## Distribution
- Benno Fürmann : Freddie Köpke
- Tom Schilling : Benjamin « Bennie » Köpke
- Karoline Herfurth : Luzi
- Michael Gwisdek : le projectionniste
- Elke Winkens : Mme Schröder
- Leonie Brill (de) : Emmelie
- Dieter Landuris (de) : Césare
- Valentina Lodovini : Gina Ferrari
- Lisa Maria Potthoff (de) : Irene
- Martin Glade (de) : Lothar
- Michael Schönborn (de) : le commissaire Wiesner